# Holothuria (Acanthotrapeza)
Sous-genre
Holothuria (Acanthotrapeza) est un sous-genre de concombres de mer de la famille des Holothuriidae.

## Description et caractéristiques
Ce sont des holothuries tropicales assez discrètes. Leurs spicules dermiques sont caractérisés par de grandes tables au disque épineux et au bord surélevé. 

## Liste des espèces
Selon World Register of Marine Species (11 janvier 2021) :
- Holothuria coluber Semper, 1868 -- Indo-Pacifique tropical
- Holothuria kubaryi Ludwig, 1875 -- Indo-Pacifique tropical
- Holothuria pyxis Selenka, 1867 -- Indo-Pacifique tropical
- Holothuria tripilata Massin, 1987 -- Indonésie